# Auckland
Auckland (maorsky Tāmaki Makaurau) je velké metropolitní město na Severním ostrově Nového Zélandu. S městskou populaci 1 440 300 (červen 2022) se jedná se o nejlidnatější městskou oblast v zemi a páté největší město v Oceánii. Nachází se v Aucklandském regionu, který zahrnuje odlehlé venkovské oblasti a ostrovy v zálivu Hauraki a má celkem 1 695 200 obyvatel. Tato oblast je spravována Aucklandskou radou. Město se na konci 20. století stalo multikulturním a kosmopolitním, přičemž Asiaté tvořili v roce 2018 31 % obyvatel města. Auckland má osmý největší podíl obyvatel narozených v zahraničí na světě, kdy 41 % jeho obyvatel se narodilo v zámoří. S velkou populací obyvatel Pacifiku na Novém Zélandu je město také domovem největší etnické polynéské populace v celé zemi.

## Dějiny

### Rané dějiny
Aucklandská šíje byla osídlena Maory kolem roku 1350 a byla ceněna pro svou bohatou a úrodnou půdu. Vzniklo zde mnoho pā (opevněných vesnic). Zavedení střelných zbraní na konci osmnáctého století, které začalo v Northlandu, narušilo rovnováhu sil a vedlo k ničivému mezikmenovému válčení začínajícímu v roce 1807. Následkem toho měl region na počátku osídlení evropskými osadníky relativně nízký počet Maorů.

## Vzdělání
Městská oblast Auckland má od února 2012 340 základních škol, 80 středních škol a 29 složených škol (kombinace základních a středních škol), které mají téměř čtvrt milionu studentů. Většinu tvoří státní školy, ale 63 škol je státních integrovaných a 39 soukromých.
Z hlediska počtu studentů je Auckland domovem jedněch z největších novozélandských škol včetně Mt Albert Grammar School, druhé největší školy na Novém Zélandu, a Rangitoto College v East Coast Bays, která měla k únoru 2023 3456 studentů, což je vůbec nejvíce na celém Novém Zélandu.
Auckland má jedny z největších univerzit v zemi. Pět z osmi novozélandských univerzit má kampusy v Aucklandu, stejně jako osm z patnácti novozélandských polytechnik.  University of Auckland, Auckland University of Technology, Manukau Institute of Technology a Unitec Institute of Technology sídlí v Aucklandu.  Přestože sídlí v jiných regionech, University of Otago, Victoria University of Wellington, Massey University a několik polytechnik mají satelitní školní areály v Aucklandu.
Auckland je hlavním centrem zámořského jazykového vzdělávání, s velkým počtem zahraničních studentů (zejména z východní Asie) přijíždějících do města na několik měsíců nebo let, aby se naučili angličtinu nebo studovali na univerzitách – ačkoli počet na celém Novém Zélandu od doby, kdy dosáhl vrcholu v roce 2003 výrazně poklesl. Od roku 2007 existuje v oblasti Aucklandu asi 50 škol a institucí s certifikací New Zealand Qualifications Authority (NZQA) vyučující angličtinu.

## Kultura a životní styl
Pozitivní aspekty života v Aucklandu jsou jeho mírné klima, dostatek pracovních a vzdělávacích příležitostí, stejně jako četná zařízení pro volný čas. Mezitím nedostatek dobré veřejné dopravy a rostoucí náklady na bydlení byly mnohými obyvateli Aucklandu uváděny jako jeden z nejsilnějších negativních faktorů tamního života spolu s kriminalitou, která v posledních letech narůstá. Přesto se Auckland umístil na třetím místě v průzkumu kvality života ve 215 velkých městech světa. (údaje z roku 2015).

### Volný čas
Jedna z přezdívek Aucklandu, „Město plachet“, je odvozeno od popularity plachtění v regionu. V Aucklandu je registrováno 135 000 jachet a startovacích lodí a asi 60 500 ze 149 900 registrovaných jachtařů v zemi pochází z Aucklandu, přičemž přibližně jedna ze tří aucklandských domácností vlastní loď.

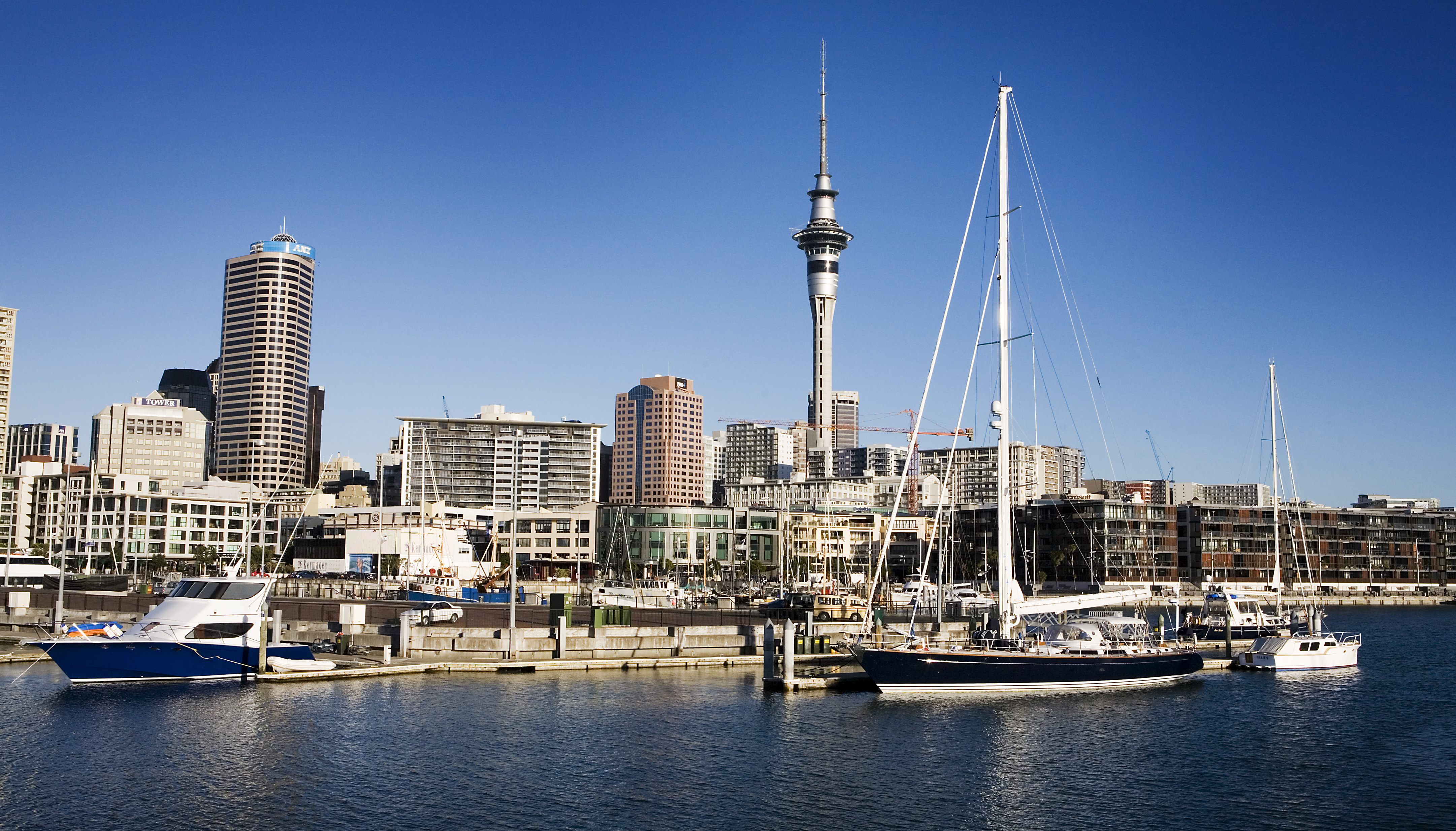
Plachtění v Aucklandu.

Přístav Waitematā je domovem několika významných jachtařských klubů a přístavů, včetně Royal New Zealand Yacht Squadron a Westhaven Marina, největší na jižní polokouli. Přístav Waitematā má několik pláží ke koupání, včetně Mission Bay a Kohimarama na jižní straně přístavu a Stanley Bay na severní straně. Na východním pobřeží North Shore, kde kanál Rangitoto odděluje vnitřní ostrovy Hauraki v zálivu od pevniny, jsou oblíbené pláže ke koupání v Cheltenham a Narrow Neck v Devonportu, Takapuna, Milford a různé pláže dále na sever ve známé oblasti. jako East Coast Bays.
Na západním pobřeží jsou oblíbené surfařské pláže jako Piha, Muriwai a Te Henga (Bethells Beach). Poloostrov Whangaparaoa, Orewa, Omaha a Pakiri na sever od hlavní městské oblasti jsou také nedaleko. Mnoho pláží v Aucklandu je hlídáno kluby pro záchranu života, jako je Piha Surf Life Saving Club, domov organizace Piha Rescue. Všechny surfařské záchranné kluby jsou součástí Surf Life Saving Northern Region.
Queen Street, Britomart, Ponsonby Road, Karangahape Road, Newmarket a Parnell jsou hlavní maloobchodní oblasti. Mezi hlavní trhy patří ty, které se konají v Ótara a Avondale o víkendu dopoledne. Řada nákupních center se nachází na středních a vnějších předměstích, přičemž největšími jsou Westfield Newmarket, Sylvia Park, Botany Town Center a Westfield Albany.

### Umění

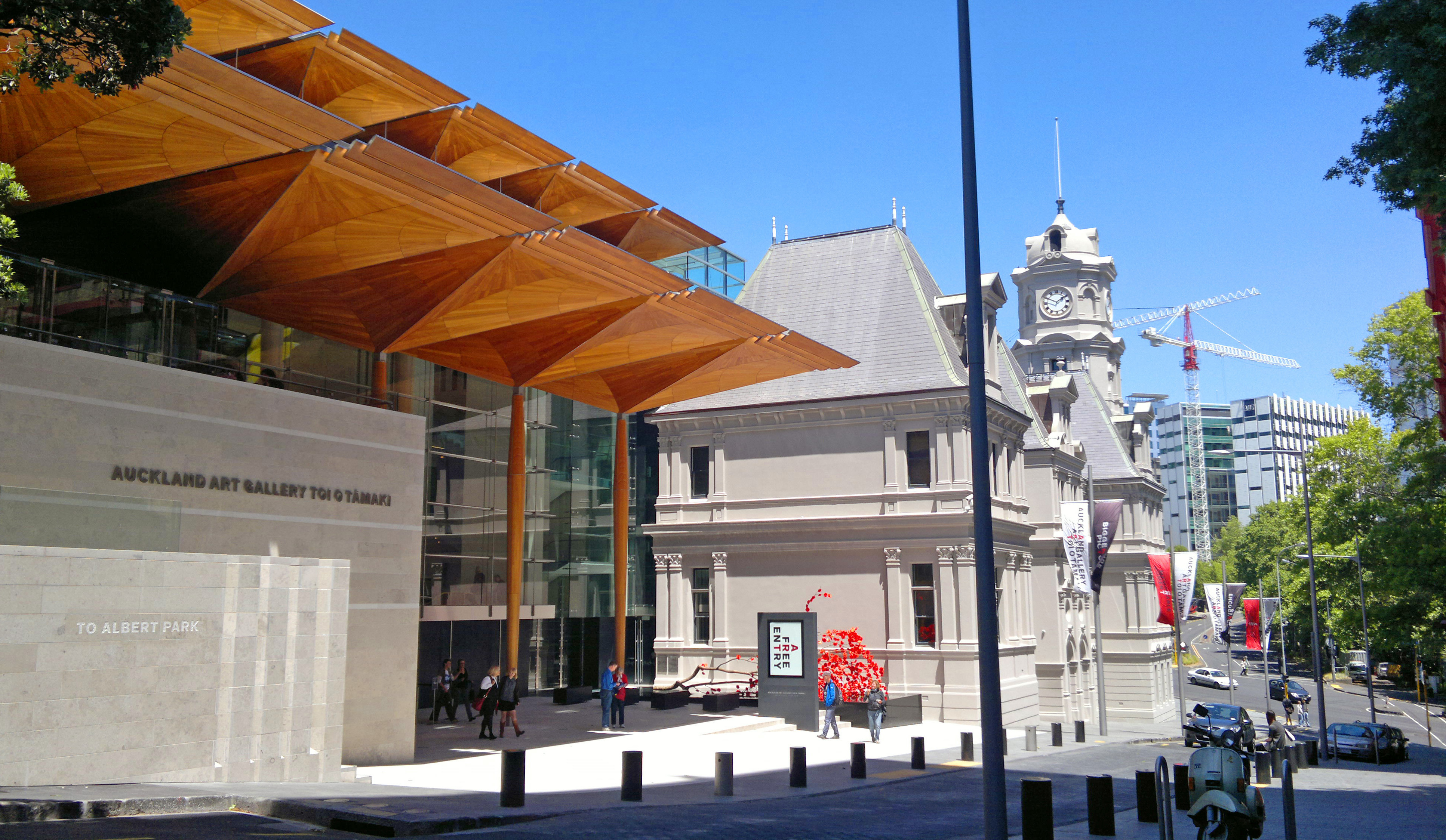
Umělecká galerie v Aucklendu dokončená v roce 2011

V Aucklandu se koná řada uměleckých akcí, včetně Aucklandského festivalu, Aucklandského trienále, Mezinárodního festivalu komedie Nového Zélandu a Mezinárodního filmového festivalu Nového Zélandu. Auckland Philharmonia Orchestra je městský a regionální symfonický orchestr na plný úvazek, který hraje vlastní sérii koncertů a doprovází operu a balet. Mezi akce oslavující kulturní rozmanitost města patří Pasifika Festival, Polyfest a Auckland Lantern Festival, z nichž všechny jsou největší svého druhu na Novém Zélandu. Kromě toho Auckland pravidelně hostí Novozélandský symfonický orchestr a Royal New Zealand Ballet. Auckland je součástí UNESCO Creative Cities Network v kategorii hudba. Mezi důležité instituce patří Auckland Art Gallery, Auckland War Memorial Museum, New Zealand Maritime Museum, National Museum of the Royal New Zealand Navy a Museum of Transport and Technology. Auckland Art Gallery je největší samostatná galerie na Novém Zélandu se sbírkou více než 15 000 uměleckých děl, včetně významných novozélandských umělců a umělců z tichomořských ostrovů, jakož i mezinárodními sbírkami malby, sochařství a tisku od roku 1376 do současnosti. V roce 2009 byla galerie přislíbena darem patnácti uměleckých děl newyorských sběratelů umění a filantropů Juliana a Josie Robertsonových – včetně známých obrazů Paula Cézanna, Pabla Picassa, Henriho Matisse, Paula Gauguina a Pieta Mondriana. Jedná se o největší dárek, jaký byl kdy udělen muzeu umění v Australasii.

### Parky a příroda

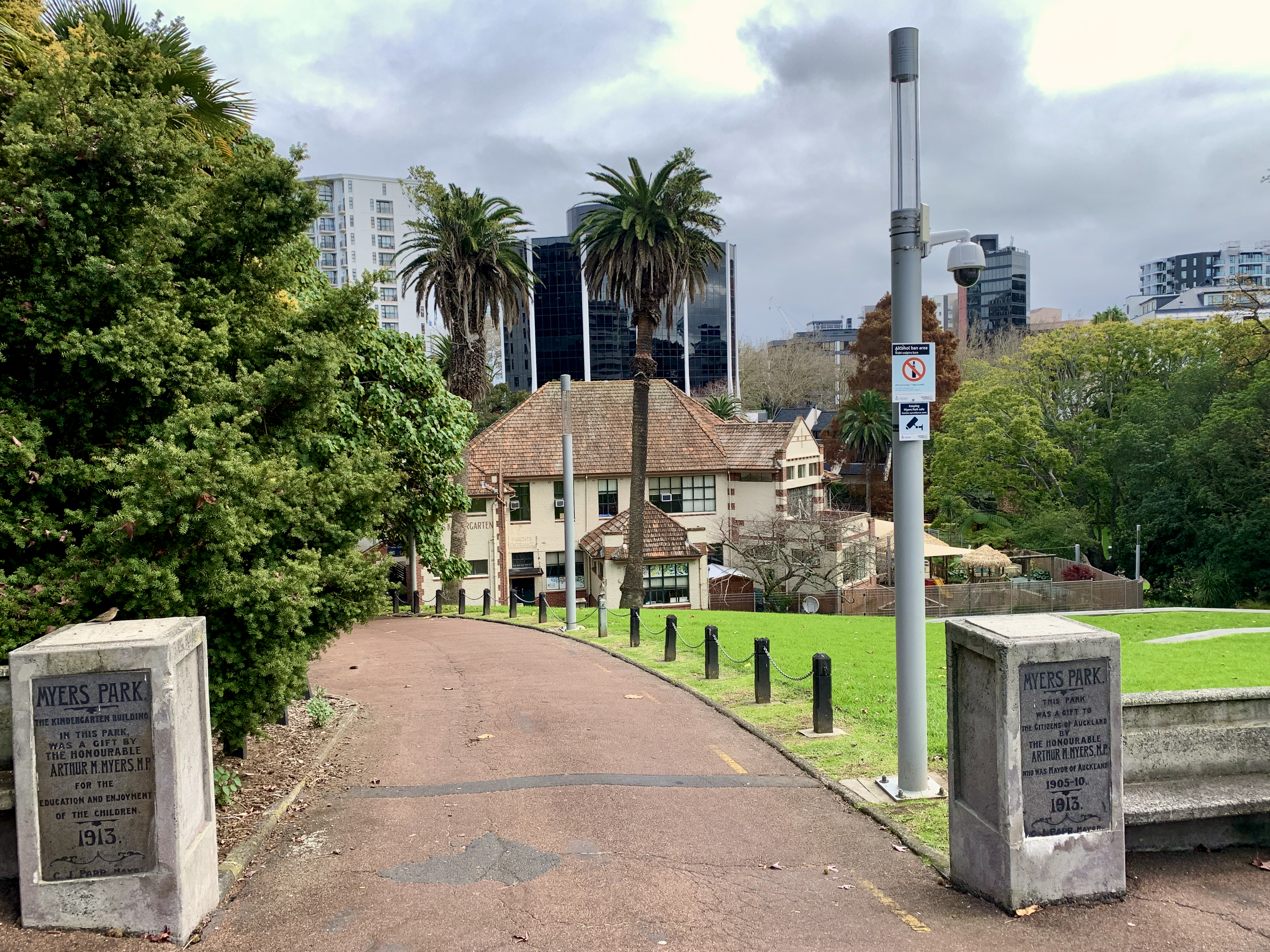
Myers park v Aucklandu.

Auckland Domain je jedním z největších parků ve městě, nachází se v blízkosti Auckland CBD a má dobrý výhled na záliv Hauraki a ostrov Rangitoto. Menší parky v blízkosti centra města jsou Albert Park, Myers Park, Western Park a Victoria Park.
Další parky v okolí města jsou v rezervaci Western Springs, která má velký park hraničící s muzeem MOTAT a Aucklandskou zoo. Botanické zahrady Auckland jsou jižněji, v Manurewa.
Trajekty zajišťují dopravu do parků a přírodních rezervací v Devonportu, na ostrovech Waiheke, na ostrovech Rangitoto a Tiritiri Matangi. Oblastní park Waitākere Ranges na západ od Aucklandu má relativně nedotčené území buše, stejně jako pohoří Hunua na jihu.

### Sport
Rugby, kriket, fotbalová asociace (fotbal) a nohejbal jsou ve městě široce hrané a sledované. Auckland má značné množství ragbyových a kriketových hřišť a míst pro fotbal, nohejbal, rugby, basketbal, hokej, lední hokej, motoristický sport, tenis, badminton, plavání, veslování, golf a mnoho dalších sportů. Ve městě jsou také tři závodiště - (Ellerslie a Avondale pro plnokrevné závody a Alexandra Park pro závody spřežení). Čtvrté dostihové závodiště se nachází v Pukekohe, rozkročené na hranici mezi Aucklandem a sousedním regionem Waikato. Dostihy chrtů se konají na stadionu Manukau.

#### Známé sportovní události
- Aucklandský maraton (a půlmaraton) je největší maraton na Novém Zélandu a přitahuje kolem 15 000 účastníků. Koná se každoročně od roku 1992.
- Auckland Cup Week je každoroční karneval koňských dostihů, který se koná na začátku března od svého založení v roce 2006. Je to nejbohatší takový karneval na Novém Zélandu a zahrnuje několik hlavních novozélandských dostihů plnokrevných koní, včetně Auckland Cupu. od roku 1874 a Novozélandské derby, které se koná od roku 1875.
- Auckland Harbour Crossing Swim je každoroční letní plavecká akce. Plavání protíná přístav Waitematā, od severního pobřeží k viaduktové pánvi v délce 2,8 km (často se značnými protiproudy). Tato událost se koná od roku 2004 a každoročně přitahuje přes tisíc většinou amatérských účastníků.

Mezi známé sportovní události, které se dříve konaly v Aucklandu, patří hry British Empire Games v roce 1950, Hry Commonwealthu v roce 1990 a řada zápasů (včetně semifinále a finále) mistrovství světa v ragby v roce 1987 a mistrovství světa v rugby v roce 2011. Auckland hostil Americký pohár a Louis Vuitton Cup v letech 2000, 2003 a 2021. Mistrovství světa v nohejbalu 2007 se konalo na stadionu Trusts. Světová triatlonová série ITU pořádala v letech 2012 až 2015 velké finále v Aucklandu CBD. NRL Auckland Nines byla předsezónní soutěž devítek v ragbyové lize, která se hrála v Eden Parku v letech 2014 až 2017. V roce 2017 se World Masters Games konaly na řadě míst po Aucklandu. Auckland Darts Masters se konal každoročně v The Trusts Arena od roku 2015 do roku 2018.

## Architektura

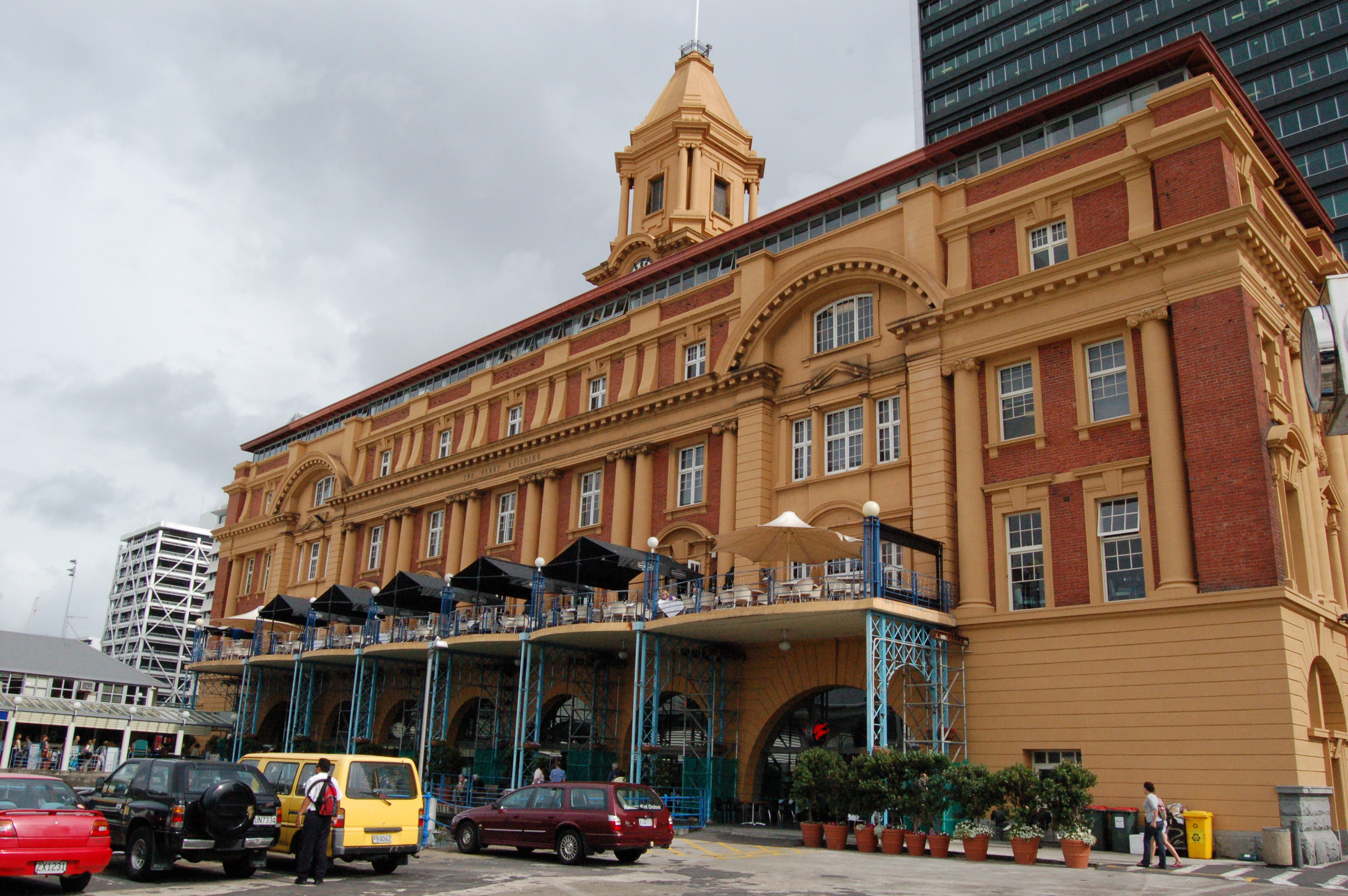
Auckland Ferry Terminal.

Auckland zahrnuje rozmanitost architektonických stylů díky svým raným začátkům viktoriánské éry až po současnou éru konce 20. století. Mezi významné historické budovy v Aucklandu patří Dilworth Building, Auckland Ferry Terminal, Guardian Trust Building, Old Customs House, Landmark House, Auckland Town Hall a Britomart Transport Centre – mnohé z nich se nacházejí na hlavní tepně Queen Street.

## Bydlení
Bydlení se značně liší mezi některými předměstími, která mají státem vlastněné bydlení ve čtvrtích s nižšími příjmy, až po honosné nábřeží, zejména v oblastech blízkých přístavu Waitematā. Tradičně bylo nejčastějším sídlem Aucklanderů samostatné obydlí na „čtvrti akru“ (1 000 m²). Rozdělení takových nemovitostí pomocí „výplňového bydlení“ je však již dlouho normou. Bytový fond v Aucklandu se v posledních desetiletích stal rozmanitějším, od 70. let 20. století se staví mnohem více bytů – zejména od 90. let v Centru Aucklandu. Nicméně většina obyvatel Aucklandu žije v samostatných bytech a očekává se, že v něm budou i nadále.
Bydlení v Aucklandu patří k nejméně dostupným na světě, a to na základě srovnání průměrných cen domů s průměrnou úrovní příjmu domácností a ceny domů v posledních desetiletích výrazně převyšovaly míru inflace. V srpnu 2022 Real Estate Institute of New Zealand (REINZ) oznámil, že střední cena domu v regionu Auckland byla 1 100 000 USD, v rozmezí od 900 000 USD v bývalé oblasti Papakura District po 1 285 000 USD v bývalé oblasti North Shore City. střední cena 700 000 $ mimo Auckland. Existuje významná veřejná debata o tom, proč je bydlení v Aucklandu tak drahé, často s odkazem na nedostatek pozemků, snadnou dostupnost úvěrů na investice do bydlení a vysokou úroveň obyvatel Aucklandu.
V některých oblastech byly viktoriánské vily zbourány, aby uvolnily cestu k přestavbě. Proti demolici starších domů se bojuje zvýšenou památkovou ochranou starších částí města. Auckland byl popsán jako „nejrozsáhlejší sortiment roubených domů s klasickými detaily a lištami na světě“, mnohé z nich jsou domy ve viktoriánsko-edwardiánském stylu.

### Bytová krize
Před rokem 2010 začala v Aucklandu krize s bydlením, kdy trh nebyl schopen udržet poptávku po cenově dostupných domech. Zákon o dohodách o bydlení a zvláštních obytných oblastech z roku 2013 nařídil, aby bylo dotováno minimálně 10 procent novostaveb v určitých obytných oblastech, aby byly dostupné pro kupující, kteří měli příjmy na stejné úrovni jako celostátní průměr. V nové části v Hobsonville Point se 20 procent nových domovů snížilo pod 550 000 USD. Část poptávky po novém bydlení v této době byla připisována 43 000 lidem, kteří se přestěhovali do Aucklandu mezi červnem 2014 a červnem 2015. Výzkum zjistil, že Auckland se má v budoucnu stát ještě hustěji osídleným, což by mohlo snížit zátěž vytvořením bydlení s vyšší hustotou v centru města. Přibližně od listopadu 2021 do května 2022 klesly ceny domů o 11,68 %.Od té doby stále klesá v důsledku inflace, bankovních úrokových sazeb a řady dalších faktorů.

## Partnerská města
- Brisbane, Queensland, Austrálie
- Čching-tao , Čína
- Fukuoka, Japonsko
- Galway, Irsko
- Hamburk, Německo
- Kakogawa, Japonsko
- Kanton, Čína (1989)
- Los Angeles, USA (1971)
- Nadi, Fidži
- Ning-po, Čína
- Pchohang, Jižní Korea
- Pusan, Jižní Korea
- Šinagawa, Japonsko
- Tchaj-čung, Tchaj-wan
- Tomioka, Japonsko
- Ucunomija, Japonsko